# Relações entre China e Singapura
As relações entre China e Singapura começaram oficialmente em 3 de outubro de 1990. As missões diplomáticas foram estabelecidas no início dos anos 90 com base no comércio e no aquecimento dos laços de outros países da ASEAN com a China continental.
Singapura e República Popular da China mantêm um relacionamento próximo de longa data e com muita prioridade, e em parte por causa da crescente influência e essencialidade na região Ásia-Pacífico, especificando que "seu interesse comum com a [República Popular da] China é muito maior do que qualquer diferença". Além disso, Singapura se posicionou como forte defensora do engajamento construtivo e do desenvolvimento pacífico da China na região. O país cooperou com outros membros da ASEAN e com a China para fortalecer a segurança regional e combater o terrorismo, enquanto participava do primeiro exercício marítimo da organização com este último.
Embora o relacionamento entre os dois países permaneça forte, houve diferenças durante vários eventos de alto perfil, incluindo a posição de Singapura contra a China em relação às disputas territoriais no mar da China Meridional, o apoio de Singapura ao sistema de presença e aliança militar dos Estados Unidos na Ásia e a apreensão de veículos das Forças Armadas de Singapura pelas autoridades de Hong Kong em novembro de 2016.
Apesar das controvérsias, Singapura e Pequim afirmam consistentemente sua estreita relação e laços bilaterais, aprofundando sua cooperação em várias áreas, incluindo defesa, economia, cultura e educação, bem como a Iniciativa Um Cinturão, Uma Rota. Singapura também prometeu apoiar e promover totalmente a posição da China na ASEAN, enquanto gerencia as diferenças entre o estado chinês e a organização.

## Representação diplomática
A China tem sua embaixada na Tanglin Road, em Singapura, enquanto a embaixada de Singapura em Pequim foi estabelecida em 1990, e tem consulados-gerais em Chengdu, Guangzhou, Xangai e Xiamen, além de Hong Kong, conhecida durante a era do domínio britânico como a Comissão de Singapura.

## Comércio
O comércio bilateral entre China e Singapura se desenvolveu rapidamente nos últimos anos e Singapura manteve a primeira posição entre os países da ASEAN em suas trocas com a China. A transformação da China em uma grande potência econômica do século XXI levou a um aumento de investimentos estrangeiros na Rede de Bambu, uma rede de empresas chinesas no exterior que operam nos mercados do sudeste da Ásia que compartilham laços familiares e culturais comuns.
Em 1998, o volume de comércio foi de US$ 8,154 bilhões. Em 1999, o valor comercial aumentou para US$ 8,56 bilhões. Em 2000, o montante aumentou para US$ 10,821 bilhões. Já em 2009, o volume total de transações foi de 58,4 bilhões de dólares.
Singapura é o nono maior parceiro comercial da China. Enquanto a China é o terceiro maior parceiro comercial de Singapura, que consistia em 10,1% do comércio externo total de Singapura em relação ao ano anterior.
As exportações da República Popular da China para Singapura são sobretudo de têxteis, roupas, produtos agrícolas, petroquímicos, metais, equipamentos eletromecânicos, alimentos para animais, carvão metalúrgico, expedição, fornecedor de máquinas, equipamentos de comunicação e componentes eletrônicos.
Empresas como CapitaLand e Breadtalk fizeram incursões substanciais na economia doméstica da China. Outros, como Temasek Holdings, Singapore Airlines, investiram na China Eastern Airlines.